# Jiaozi (director de cinema)
Jiaozi ( xinès simplificat: 饺子, pinyin: jiǎozi; Luzhou, 1980), també conegut com Yang Yu (xinès simplificat: 杨宇, pinyin: Yáng Yǔ), és un director de cinema d'animació, guionista i productor xinés. Es va graduar a la Universitat de Sichuan amb una llicenciatura en farmàcia. El seu treball com a director i guionista inclou els llargmetratges d'animació Ne Zha i Ne Zha 2, dos de les pel·lícules més reeixides en la història del cinema d'animació xinés.

## Biografia
Jiaozi va nàixer l'any 1980 a la ciutat de Luzhou, Sichuan, Xina. Els seus dos pares eren metges. Es va graduar a la Universitat de Sichuan amb una llicenciatura en farmàcia. Després de graduar-se, per mor del seu entusiasme pels treballs d'animació i producció, es va incorporar a una empresa de publicitat local, però va deixar el treball després d'un any. Més avant, va estar sis anys a l'atur. Després de la mort del seu pare, va viure amb sa mare amb la seua pensió de jubilació mensual de 1.000 CN¥ (137 dòlars EUA) durant tres anys.
El curtmetratge debut de Jiaozi va ser estrenat el desembre de 2008, Veure a través, va guanyar diversos premis nacionals i internacionals, incloent-hi el Premi Especial del Jurat a la secció de Competició Internacional del 26 Festival Internacional de Curtmetratges de Berlín i el Premi d'Or a la 12a Gran Final del TBS DigiCon6 del Japó. No obstant això, era un director desconegut fins a l'estrena del seu primer llargmetratge el 2019.
El juliol de 2019, Jiaozi va estrenar el seu primer llargmetratge d'animació, Ne Zha. La pel·lícula fou un èxit, recaptat 726 milions de dòlars en la taquilla global, i es va convertir en la pel·lícula més taquillera de la Xina continental el 2019 i és la cinquena pel·lícula més taquillera de la història del cinema de la Xina des del 2025, any d'estrena de la seqüela.
El gener de 2025, Jiaozi va estrenar Ne Zha 2, que una vegada més va aconseguir un èxit de crítica i comercial, convertint-se en la pel·lícula més taquillera de la història xinesa el 6 de febrer de 2025. El 15 de febrer de 2025, amb només dos pel·lícules distribuïdes, Jiaozi es va convertir en el director de cinema xinés amb major recaptació en sales de tots els temps.

## Filmografia
| Any  | Nom             | Nom xinès      | Tipus         |
| ---- | --------------- | -------------- | ------------- |
| 2008 | Veure a través  | 打，打个大西瓜 | Curtmetratge  |
| 2013 | La dona del cap | 老板的女人     | Curtmetratge  |
| 2019 | Ne Zha          | 哪吒之魔童降世 | Llargmetratge |
| 2025 | Ne Zha 2        | 哪吒之魔童闹海 | Llargmetratge |